# Паламарчук, Максим Мартынович
Максим Мартынович Паламарчук (22 октября 1916, Воробиевка — 26 февраля 2000, Киев) — экономгеограф и экономист, академик НАН Украины (1973), лауреат Государственной премии Украины в области науки и техники (1993) и премии имени А. Г. Шлихтера НАНУ (1978), Заслуженный деятель науки и техники УССР (1976), доктор экономических наук (1959), профессор (1961), почётный член Русского географического общества (1980).

## Биография
Родился 22 октября 1916 года в селе Воробиевке Новоград-Волынского уезда (теперь Полонского района Хмельницкой области). В 1939 году окончил Киевский университет. Участник Великой Отечественной войны. Член ВКП (б) с 1945 года.
В течение 1946-1962 годы работал в Львовском торгово-экономическом институте (в 1953-1962 годах — заведующий кафедрой). С 1962 года заведующий отделом проблем развития производительных сил Юго-Западного района РВПС Украины.
В 1965-1967 годах — заместитель директора Института геологических наук АН УССР. В 1962-1964 годах — заведующий отделом. В 1967-1969 годах — председатель Совета по изучению производительных сил УССР. Президиум АН УССР поручил М. М. Паламарчуку возглавить работу для объединения Совета по изучению производительных сил УССР и сектора географии, их реорганизации, определение научных направлений и новой структуры.
Постановлением Президиума АН УССР от 14 февраля 1967 года № 45 утверждено новое Положение о Совете по изучению производительных сил Украины и ее структуру, которые были подготовлены М. М. Паламарчуком с участием вице-президента В. С. Гутыри. В структуре Совета выделялось 16 научных отделов, которые объединялись в три сектора. Объединение отделов в секторы было целесообразно потому, что в предыдущий состав Совета присоединялся Сектор географии.
Член-корреспондент М. М. Паламарчук возглавил созданный отдел теории экономики районов и экономической географии. Этот отдел стал научным центром фундаментальных исследований для разработки схем развития и размещения производительных сил республики. Под его руководством и непосредственном участии был разработан первый вариант «Схемы развития и размещения производительных сил УССР на период до 1980 года», которая получила высокую оценку Госплана УССР.
М. М. Паламарчук возглавил также работу по созданию первой на Украине фундаментальной географо-картографической труда — «Атласа природных условий и естественных ресурсов Украинской ССР». В нем обобщены материалы исследований природных ресурсов республики за 50 лет. Атлас был опубликован в 1978 году. В это же время Н. М. Паламарчуком разработана методика определения уровня развития народного хозяйства областей и экономических районов, что имело значение для территориального планирования, направленного на ускоренное развитие ряда областей Украинской ССР, особенно западных, для подъема их экономики и культуры.
С 1970 года — руководитель отдела теоретических проблем экономической географии отделения географии АН УССР, одновременно с 1975 года — профессор Киевского университета. В 27 декабря 1973 года избран действительным членом академии наук УССР.
Умер 26 февраля 2000 года и похоронен в Киеве на Байковом кладбище (участок № 49а).

## Труды
Научные труды по экономике промышленности, экономики районов, размещения и территориальной организации производительных сил, экономической. географии УССР, теории народнохозяйственного, в частности агропромышленного комплексообразования, рационального использования природных ресурсов. Автор известного учебника по экономической географии СССР, который издавался в течение 20 лет.
Академик Н. М. Паламарчук разработал теорию экономической геокомплексологии.

## Награды
За заслуги перед родиной, весомый вклад в науку он был награждён орденом Красной Звезды, многочисленными медалями СССР и Украины. Стал лауреатом Премии имени А. Г. Шлихтера АН УССР за 1978 год.

## Память
В Институте Географии НАН Украины к 90-летию со дня рождения Максима Мартыновича выпущено памятное биографическое издание.